# Liste der Länderspiele der Fußballnationalmannschaft der DDR

Logo des Fußballverbandes DFV der DDR

Von 1952 bis 1990 bestritt die Fußballnationalmannschaft der DDR insgesamt 293 A-Länderspiele. Von diesen wurden zehn, die im Rahmen der Olympischen Sommerspiele sowie während der Olympiaqualifikation ausgetragen wurden, durch die FIFA-Regelung zu Länderspielen im Jahr 1999 aus der FIFA-Wertung genommen. Vom DFB als Rechtsnachfolger des Deutschen Fußball-Verbandes der DDR werden diese Spiele jedoch weiterhin gewertet. Die DDR spielte als bisher einzige europäische Mannschaft 1964 gegen Ceylon (nun Sri Lanka), wobei der höchste Sieg gelang, und Guinea (1962), wobei Guinea sein erstes Spiel machte. Als erste europäische Mannschaft spielte die DDR zudem gegen Birma (1963), Ghana (1964), den Irak (1969) und Mali (1962).

## Legende
Dieser Abschnitt dient als Legende für die nachfolgenden Tabellen.
- A = Auswärtsspiel
- H = Heimspiel
- * = Spiel auf neutralem Platz
- WM = Weltmeisterschaft
- EM = Europameisterschaft
- n. V. = nach Verlängerung

Die Ergebnisse sind jeweils aus Sicht der DDR wiedergegeben. Siege sind grün, Unentschieden gelb, Niederlagen rot hinterlegt. Bei Spielen außerhalb der DDR ist zusätzlich zum Austragungsort das Gastgeberland (per offiziellem FIFA-Kürzel) in Klammern angegeben.

## 1952 bis 1959
| Nr. | Datum      | Ergebnis | Gegner           |   | Austragungsort                             | Anlass                  | Bemerkung |
| --- | ---------- | -------- | ---------------- | - | ------------------------------------------ | ----------------------- | --- |
| 1   | 21.09.1952 | 0:3      | Polen            | A | Warschau (POL), Armee-Stadion              |                         | erstes Länderspiel |
| 2   | 26.10.1952 | 1:3      | Rumänien         | A | Bukarest (ROM), Stadion 23. August         |                         | erstes Länderspiel gegen Rumänien, erstes Tor in der DDR-Länderspielgeschichte durch Karl Schnieke                                                        |
| 3   | 14.06.1953 | 0:0      | Bulgarien        | H | Dresden, Heinz-Steyer-Stadion              |                         | erstes Länderspiel gegen Bulgarien, erstes Heimspiel, erstes Unentschieden; letztes Länderspiel unter Nationaltrainer Willi Oelgardt                      |
| 4   | 08.05.1954 | 0:1      | Rumänien         | H | Berlin, Walter-Ulbricht-Stadion            |                         | erste Heimniederlage; erstes Länderspiel unter Nationaltrainer Hans Siegert                                                                               |
| 5   | 26.09.1954 | 0:1      | Polen            | H | Rostock, Ostseestadion                     |                         | |
| 6   | 24.10.1954 | 1:3      | Bulgarien        | A | Sofia (BUL), Wassil-Lewski-Nationalstadion |                         | Letztes Länderspiel unter Nationaltrainer Hans Siegert |
| 7   | 18.09.1955 | 3:2      | Rumänien         | A | Bukarest (ROM), Stadion 23. August         |                         | erster Länderspielsieg; erstes Länderspiel unter Nationaltrainer János Gyarmati                                                                           |
| 8   | 20.11.1955 | 1:0      | Bulgarien        | H | Berlin, Walter-Ulbricht-Stadion            |                         | erster Heimsieg |
| 9   | 22.07.1956 | 2:0      | Polen            | A | Chorzów (POL), Stadion Śląski              |                         | Eröffnungsspiel des Schlesischen Stadions |
| 10  | 19.09.1956 | 3:1      | Indonesien       | H | Karl-Marx-Stadt, Ernst-Thälmann-Stadion    |                         | erstes Länderspiel gegen Indonesien, erstes Spiel gegen eine außereuropäische Mannschaft                                                                  |
| 11  | 14.10.1956 | 1:3      | Bulgarien        | A | Sofia (BUL), Wassil-Lewski-Nationalstadion |                         | |
| 12  | 10.03.1957 | 3:0      | Luxemburg        | H | Berlin, Walter-Ulbricht-Stadion            |                         | erstes Länderspiel gegen Luxemburg, erstes Spiel gegen eine westeuropäische Mannschaft                                                                    |
| 13  | 19.05.1957 | 2:1      | Wales            | H | Leipzig, Zentralstadion                    | WM 1958 – Qualifikation | erstes Länderspiel gegen Wales, erstes Pflichtspiel |
| 14  | 16.06.1957 | 1:3      | Tschechoslowakei | A | Brünn (TCH), Stadion Za Lužánkami          | WM 1958 – Qualifikation | erstes Länderspiel gegen die Tschechoslowakei |
| 15  | 25.09.1957 | 1:4      | Wales            | A | Cardiff (WAL), Ninian Park                 | WM 1958 – Qualifikation | erstes Länderspiel in Westeuropa |
| 16  | 27.10.1957 | 1:4      | Tschechoslowakei | H | Leipzig, Zentralstadion                    | WM 1958 – Qualifikation | letztes Länderspiel unter Nationaltrainer János Gyarmati; höchste Heimniederlage; Zuschauerrekord bei Heimspielen (ca. 110.000–120.000 im Zentralstadion) |
| 17  | 01.05.1958 | 1:1      | Albanien         | A | Tirana (ALB), Qemal-Stafa-Stadion          |                         | erstes Länderspiel gegen Albanien; erstes Länderspiel unter Nationaltrainer Fritz Gödicke                                                                 |
| 18  | 28.06.1958 | 1:1      | Polen            | H | Rostock, Ostseestadion                     |                         | |
| 19  | 13.08.1958 | 5:6      | Norwegen         | A | Oslo (NOR), Ullevaal-Stadion               |                         | erstes Länderspiel gegen Norwegen |
| 20  | 14.09.1958 | 3:2      | Rumänien         | H | Leipzig, Zentralstadion                    |                         | |
| 21  | 05.10.1958 | 1:1      | Bulgarien        | H | Berlin, Walter-Ulbricht-Stadion            |                         | |
| 22  | 02.11.1958 | 4:1      | Norwegen         | H | Leipzig, Zentralstadion                    |                         | |
| 23  | 11.02.1959 | 2:2      | Indonesien       | A | Jakarta (IDN), Senayan-Stadion             |                         | erstes Länderspiel außerhalb Europas, erstes Länderspiel in Asien                                                                                         |
| 24  | 01.05.1959 | 0:1      | Ungarn           | H | Dresden, Heinz-Steyer-Stadion              |                         | erstes Länderspiel gegen Ungarn |
| 25  | 21.06.1959 | 0:2      | Portugal         | H | Berlin, Walter-Ulbricht-Stadion            | EM 1960 – Qualifikation | erstes Länderspiel gegen Portugal |
| 26  | 28.06.1959 | 2:3      | Portugal         | A | Porto (POR), Estádio das Antas             | EM 1960 – Qualifikation | |
| 27  | 12.08.1959 | 2:1      | Tschechoslowakei | H | Leipzig, Zentralstadion                    |                         | |
| 28  | 06.09.1959 | 2:3      | Finnland         | A | Helsinki (FIN), Olympiastadion             |                         | erstes Länderspiel gegen Finnland |

## 1960 bis 1969
| Nr. | Datum      | Ergebnis | Gegner                        |   | Austragungsort                             | Anlass                                 | Bemerkung |
| --- | ---------- | -------- | ----------------------------- | - | ------------------------------------------ | -------------------------------------- | --- |
| 29  | 10.06.1960 | 0:2      | Bulgarien                     | A | Sofia (BUL), Wassil-Lewski-Nationalstadion |                                        | |
| 30  | 17.08.1960 | 0:1      | Sowjetunion                   | H | Leipzig, Zentralstadion                    |                                        | erstes Länderspiel gegen die Sowjetunion |
| 31  | 30.10.1960 | 5:1      | Finnland                      | H | Rostock, Ostseestadion                     |                                        | letztes Länderspiel unter Nationaltrainer Fritz Gödicke |
| 32  | 04.12.1960 | 3:0      | Tunesien                      | A | Tunis (TUN), Stade Municipal               |                                        | erstes Länderspiel gegen Tunesien, erstes Länderspiel gegen eine afrikanische Mannschaft, erstes Länderspiel in Afrika; erstes Länderspiel unter Nationaltrainer Heinz Krügel |
| 33  | 11.12.1960 | 3:2      | Marokko                       | A | Casablanca (MAR), Stade d`Honneur          |                                        | erstes Länderspiel gegen Marokko |
| 34  | 16.04.1961 | 0:2      | Ungarn                        | A | Budapest (HUN), Dózsa-Stadion              | WM 1962 – Qualifikation                | letztes Länderspiel unter Nationaltrainer Heinz Krügel |
| 35  | 14.05.1961 | 1:1      | Niederlande                   | H | Leipzig, Zentralstadion                    | WM 1962 – Qualifikation                | erstes Länderspiel gegen die Niederlande; erstes Länderspiel unter Nationaltrainer Károly Sós                                                                                 |
| 36  | 28.05.1961 | 1:1      | Dänemark                      | A | Kopenhagen (DEN), Idrætspark               |                                        | erstes Länderspiel gegen Dänemark |
| 37  | 21.06.1961 | 1:2      | Marokko                       | H | Erfurt, Georgi-Dimitroff-Stadion           |                                        | |
| 38  | 10.09.1961 | 2:3      | Ungarn                        | H | Berlin, Walter-Ulbricht-Stadion            | WM 1962 – Qualifikation                | erstes Länderspiel nach dem Bau der Berliner Mauer |
| 39  | 22.10.1961 | 1:3      | Polen                         | A | Breslau (POL), Olympiastadion              |                                        | |
| 40  | 10.12.1961 | 0:2      | Marokko                       | A | Casablanca (MAR), Stade d`Honneur          |                                        | |
| 41  | 03.05.1962 | 1:2      | Sowjetunion                   | A | Moskau (SUN), Lenin-Stadion                |                                        | |
| 42  | 16.05.1962 | 1:3      | Jugoslawien                   | A | Belgrad (YUG), Armee-Stadion               |                                        | erstes Länderspiel gegen Jugoslawien |
| 43  | 23.05.1962 | 4:1      | Dänemark                      | H | Leipzig, Zentralstadion                    |                                        | |
| 44  | 16.09.1962 | 2:2      | Jugoslawien                   | H | Leipzig, Zentralstadion                    |                                        | |
| 45  | 14.10.1962 | 3:2      | Rumänien                      | H | Dresden, Heinz-Steyer-Stadion              |                                        | |
| 46  | 21.11.1962 | 2:1      | Tschechoslowakei              | H | Berlin, Walter-Ulbricht-Stadion            | EM 1964 – Qualifikation                | |
| 47  | 09.12.1962 | 2:1      | Mali                          | A | Bamako (MLI), Stade Mamadou                |                                        | einziges Länderspiel gegen Mali, erstes Spiel einer europäischen Mannschaft gegen Mali                                                                                        |
| 48  | 16.12.1962 | 3:2      | Guinea                        | A | Conakry (GUI), Stade du 28 Septembre       |                                        | einziges Länderspiel gegen Guinea, erstes Spiel der guineischen Fußballnationalmannschaft überhaupt, bisher einziges Spiel einer europäischen Mannschaft gegen Guinea         |
| 49  | 31.03.1963 | 1:1      | Tschechoslowakei              | A | Prag (TCH), Armee-Stadion                  | EM 1964 – Qualifikation                | |
| 50  | 12.05.1963 | 2:3      | Rumänien                      | A | Bukarest (ROM), Stadion 23. August         |                                        | |
| 51  | 02.06.1963 | 1:2      | England                       | H | Leipzig, Zentralstadion                    |                                        | erstes Länderspiel gegen England |
| 52  | 04.09.1963 | 1:1      | Bulgarien                     | H | Magdeburg, Ernst-Grube-Stadion             |                                        | |
| 53  | 21.10.1963 | 1:2      | Ungarn                        | H | Berlin, Walter-Ulbricht-Stadion            | EM 1964 – Qualifikation                | |
| 54  | 03.11.1963 | 3:3      | Ungarn                        | A | Budapest (HUN), Népstadion                 | EM 1964 – Qualifikation                | |
| 55  | 17.12.1963 | 5:1      | Birma                         | A | Rangun (BIR), Bogyoke-Aung-San-Stadion     |                                        | einziges Länderspiel gegen Birma, erstes Spiel einer europäischen Mannschaft gegen Birma/Myanmar                                                                              |
| 56  | 12.01.1964 | 12:1     | Ceylon                        | A | Colombo (CEY), Sugathadasa-Stadion         |                                        | einziges Länderspiel gegen Ceylon, bisher einziges Spiel einer europäischen Mannschaft gegen Ceylon/Sri Lanka, höchster Sieg, vier Tore durch Heino Kleiminger                |
| 57  | 23.02.1964 | 0:3      | Ghana                         | A | Accra (GHA), Sports Stadium                |                                        | erstes Länderspiel gegen Ghana, erstes Spiel einer europäischen Mannschaft gegen Ghana                                                                                        |
| 58  | 02.01.1965 | 2:0      | Uruguay                       | A | Montevideo (URU), Estadio Centenario       |                                        | erstes Länderspiel gegen Uruguay, erstes Länderspiel gegen eine südamerikanische Mannschaft, erstes Länderspiel in Südamerika                                                 |
| 59  | 25.04.1965 | 1:1      | Österreich                    | A | Wien (AUT), Praterstadion                  | WM 1966 – Qualifikation                | erstes Länderspiel gegen Österreich |
| 60  | 23.05.1965 | 1:1      | Ungarn                        | H | Leipzig, Zentralstadion                    | WM 1966 – Qualifikation                | |
| 61  | 04.09.1965 | 2:3      | Bulgarien                     | A | Warna (BUL), Juri-Gagarin-Stadion          |                                        | |
| 62  | 09.10.1965 | 2:3      | Ungarn                        | A | Budapest (HUN), Népstadion                 | WM 1966 – Qualifikation                | |
| 63  | 31.10.1965 | 1:0      | Österreich                    | H | Leipzig, Zentralstadion                    | WM 1966 – Qualifikation                | |
| 64  | 27.04.1966 | 4:1      | Schweden                      | H | Leipzig, Zentralstadion                    |                                        | erstes Länderspiel gegen Schweden |
| 65  | 02.07.1966 | 5:2      | Chile                         | H | Leipzig, Zentralstadion                    |                                        | erstes Länderspiel gegen Chile |
| 66  | 04.09.1966 | 6:0      | Vereinigte Arabische Republik | H | Karl-Marx-Stadt, Ernst-Thälmann-Stadion    |                                        | erstes Länderspiel gegen Ägypten (VAR) |
| 67  | 11.09.1966 | 2:0      | Polen                         | H | Erfurt, Georgi-Dimitroff-Stadion           |                                        | |
| 68  | 21.09.1966 | 2:0      | Rumänien                      | H | Gera, Stadion der Freundschaft             |                                        | |
| 69  | 23.10.1966 | 2:2      | Sowjetunion                   | A | Moskau (SUN), Lenin-Stadion                |                                        | |
| 70  | 05.04.1967 | 4:3      | Niederlande                   | H | Leipzig, Zentralstadion                    | EM 1968 – Qualifikation                | |
| 71  | 17.05.1967 | 1:0      | Schweden                      | A | Helsingborg (SWE), Olympia                 |                                        | |
| 72  | 04.06.1967 | 1:1      | Dänemark                      | A | Kopenhagen (DEN), Idrætspark               | EM 1968 – Qualifikation                | |
| 73  | 13.09.1967 | 0:1      | Niederlande                   | A | Amsterdam (NED), Olympiastadion            | EM 1968 – Qualifikation                | |
| 74  | 27.09.1967 | 1:3      | Ungarn                        | A | Budapest (HUN), Népstadion                 | EM 1968 – Qualifikation                | |
| 75  | 11.10.1967 | 3:2      | Dänemark                      | H | Leipzig, Zentralstadion                    | EM 1968 – Qualifikation                | |
| 76  | 29.10.1967 | 1:0      | Ungarn                        | H | Leipzig, Zentralstadion                    | EM 1968 – Qualifikation                | |
| 77  | 18.11.1967 | 1:0      | Rumänien                      | H | Berlin, Walter-Ulbricht-Stadion            | Olympische Spiele 1968 – Qualifikation | letztes Länderspiel unter Nationaltrainer Károly Sós; von der FIFA nicht mehr gewertet                                                                                        |
| 78  | 06.12.1967 | 1:0      | Rumänien                      | A | Bukarest (ROM), Stadion 23. August         | Olympische Spiele 1968 – Qualifikation | erstes Länderspiel unter Nationaltrainer Harald Seeger; von der FIFA nicht mehr gewertet                                                                                      |
| 79  | 02.02.1968 | 2:2      | Tschechoslowakei              | * | Santiago (CHI), Nationalstadion            |                                        | |
| 80  | 19.10.1968 | 1:1      | Polen                         | A | Stettin (POL), Pogon-Stadion               |                                        | |
| 81  | 29.03.1969 | 2:2      | Italien                       | H | Berlin, Walter-Ulbricht-Stadion            | WM 1970 – Qualifikation                | Erstes Spiel gegen Italien |
| 82  | 16.04.1969 | 2:1      | Wales                         | H | Dresden, Heinz-Steyer-Stadion              | WM 1970 – Qualifikation                | |
| 83  | 22.06.1969 | 0:1      | Chile                         | H | Magdeburg, Ernst-Grube-Stadion             |                                        | erstes Länderspiel von Hans-Jürgen Dörner |
| 84  | 09.07.1969 | 7:0      | Vereinigte Arabische Republik | H | Rostock, Ostseestadion                     |                                        | |
| 85  | 25.07.1969 | 2:2      | Sowjetunion                   | H | Leipzig, Zentralstadion                    |                                        | |
| 86  | 22.10.1969 | 3:1      | Wales                         | A | Cardiff (WAL), Ninian Park                 | WM 1970 – Qualifikation                | |
| 87  | 22.11.1969 | 0:3      | Italien                       | A | Neapel (ITA), Stadio San Paolo             | WM 1970 – Qualifikation                | |
| 88  | 08.12.1969 | 1:1      | Irak                          | A | Bagdad (IRQ), Al-Shaab-Stadion             |                                        | erstes Länderspiel gegen den Irak; erstes Spiel einer europäischen Mannschaft gegen den Irak, erstes Länderspiel von Joachim Streich                                          |
| 89  | 19.12.1969 | 3:1      | Vereinigte Arabische Republik | A | Kairo (EGY), International Stadium         |                                        | letztes Länderspiel unter Nationaltrainer Harald Seeger |

## 1970 bis 1979
| Nr. | Datum      | Ergebnis  | Gegner           |   | Austragungsort                           | Anlass                                    | Bemerkung                                                                                    |
| --- | ---------- | --------- | ---------------- | - | ---------------------------------------- | ----------------------------------------- | -------------------------------------------------------------------------------------------- |
| 90  | 19.05.1970 | 1:1       | Polen            | A | Krakau (POL), Wisła-Stadion              |                                           | erstes Länderspiel unter Nationaltrainer Georg Buschner                                      |
| 91  | 27.07.1970 | 5:0       | Irak             | H | Jena, Ernst-Abbe-Sportfeld               |                                           |                                                                                              |
| 92  | 06.09.1970 | 5:0       | Polen            | H | Rostock, Ostseestadion                   |                                           |                                                                                              |
| 93  | 11.11.1970 | 1:0       | Niederlande      | H | Dresden, Rudolf-Harbig-Stadion           | EM 1972 – Qualifikation                   |                                                                                              |
| 94  | 15.11.1970 | 5:0       | Luxemburg        | A | Luxemburg (LUX), Städtisches Stadion     | EM 1972 – Qualifikation                   | Vier Tore durch Hans-Jürgen Kreische                                                         |
| 95  | 25.11.1970 | 1:3       | England          | A | London (ENG), Wembley-Stadion            |                                           |                                                                                              |
| 96  | 02.02.1971 | 1:0       | Chile            | A | Santiago (CHI), Nationalstadion          |                                           |                                                                                              |
| 97  | 10.02.1971 | 3:0       | Uruguay          | A | Montevideo (URU), Estadio Centenario     |                                           | für das Spiel wird in der FIFA-Statistik Uruguays als Datum der 8. Februar 1971 genannt      |
| 98  | 15.02.1971 | 1:1       | Uruguay          | A | Montevideo (URU), Estadio Centenario     |                                           | für das Spiel wird in der FIFA-Statistik Uruguays als Datum der 10. Februar 1971 genannt     |
| 99  | 24.04.1971 | 2:1       | Luxemburg        | H | Gera, Stadion der Freundschaft           | EM 1972 – Qualifikation                   |                                                                                              |
| 100 | 09.05.1971 | 1:2       | Jugoslawien      | H | Leipzig, Zentralstadion                  | EM 1972 – Qualifikation                   |                                                                                              |
| 101 | 16.08.1971 | 1:0       | Mexiko           | A | Guadalajara (MEX), Estadio Jalisco       |                                           | erstes Länderspiel gegen Mexiko, erstes Länderspiel in Mittelamerika                         |
| 102 | 18.09.1971 | 1:1       | Mexiko           | H | Leipzig, Zentralstadion                  |                                           |                                                                                              |
| 103 | 25.09.1971 | 1:1       | Tschechoslowakei | H | Berlin, Friedrich-Ludwig-Jahn-Sportpark  |                                           |                                                                                              |
| 104 | 10.10.1971 | 2:3       | Niederlande      | A | Rotterdam (NED), De Kuip                 | EM 1972 – Qualifikation                   |                                                                                              |
| 105 | 16.10.1971 | 0:0       | Jugoslawien      | A | Belgrad (YUG), Armee-Stadion             | EM 1972 – Qualifikation                   | erstes torloses Länderspiel seit 1953                                                        |
| 106 | 27.05.1972 | 1:0       | Uruguay          | H | Leipzig, Zentralstadion                  |                                           |                                                                                              |
| 107 | 31.05.1972 | 0:0       | Uruguay          | H | Rostock, Ostseestadion                   |                                           |                                                                                              |
| 108 | 28.08.1972 | 4:0       | Ghana            | * | München (FRG), Olympiastadion            | Olympische Spiele 1972 – Vorrunde         | erstes Länderspiel in der Bundesrepublik Deutschland; von der FIFA nicht mehr gewertet       |
| 109 | 01.09.1972 | 1:2       | Polen            | * | Nürnberg (FRG), Städtisches Stadion      | Olympische Spiele 1972 – Vorrunde         | von der FIFA nicht mehr gewertet                                                             |
| 110 | 03.09.1972 | 0:2       | Ungarn           | * | Passau (FRG), Dreiflüssestadion          | Olympische Spiele 1972 – Zwischenrunde    | von der FIFA nicht mehr gewertet                                                             |
| 111 | 10.09.1972 | 2:2 n. V. | Sowjetunion      | * | München (FRG), Olympiastadion            | Olympische Spiele 1972 – Spiel um Platz 3 | DDR und Sowjetunion teilen sich die Bronzemedaille; von der FIFA nicht mehr gewertet         |
| 112 | 07.10.1972 | 5:0       | Finnland         | H | Dresden, Dynamo-Stadion                  | WM 1974 – Qualifikation                   |                                                                                              |
| 113 | 01.11.1972 | 3:1       | Tschechoslowakei | A | Bratislava (TCH), Štadión Tehelné pole   |                                           |                                                                                              |
| 114 | 15.02.1973 | 2:0       | Kolumbien        | A | Bogotá (COL), El Campin                  |                                           | einziges Länderspiel gegen Kolumbien                                                         |
| 115 | 18.02.1973 | 1:1       | Ecuador          | A | Quito (ECU), Estadio Atahualpa           |                                           | erstes Länderspiel gegen Ecuador                                                             |
| 116 | 07.04.1973 | 2:0       | Albanien         | H | Magdeburg, Ernst-Grube-Stadion           | WM 1974 – Qualifikation                   |                                                                                              |
| 117 | 18.04.1973 | 0:3       | Belgien          | A | Antwerpen (BEL), Olympiastadion          |                                           | erstes Länderspiel gegen Belgien                                                             |
| 118 | 16.05.1973 | 2:1       | Ungarn           | H | Karl-Marx-Stadt, Ernst-Thälmann-Stadion  |                                           |                                                                                              |
| 119 | 27.05.1973 | 0:1       | Rumänien         | A | Bukarest (ROM), Stadion 23. August       | WM 1974 – Qualifikation                   |                                                                                              |
| 120 | 06.06.1973 | 5:1       | Finnland         | A | Tampere (FIN), Ratina-Stadion            | WM 1974 – Qualifikation                   |                                                                                              |
| 121 | 17.07.1973 | 2:1       | Island           | A | Reykjavík (ISL), Laugardalsvöllur        |                                           | erstes Länderspiel gegen Island                                                              |
| 122 | 19.07.1973 | 2:0       | Island           | A | Reykjavík (ISL), Laugardalsvöllur        |                                           |                                                                                              |
| 123 | 26.09.1973 | 2:0       | Rumänien         | H | Leipzig, Zentralstadion                  | WM 1974 – Qualifikation                   |                                                                                              |
| 124 | 17.10.1973 | 1:0       | Sowjetunion      | H | Leipzig, Zentralstadion                  |                                           |                                                                                              |
| 125 | 03.11.1973 | 4:1       | Albanien         | A | Tirana (ALB), Qemal-Stafa-Stadion        | WM 1974 – Qualifikation                   |                                                                                              |
| 126 | 21.11.1973 | 1:0       | Ungarn           | A | Budapest (HUN), Népstadion               |                                           |                                                                                              |
| 127 | 26.02.1974 | 4:0       | Tunesien         | A | Tunis (TUN), Stade El Menzah             |                                           |                                                                                              |
| 128 | 28.02.1974 | 3:1       | Algerien         | A | Algier (ALG), Stade 5 Juillet 1962       |                                           | erstes Länderspiel gegen Algerien                                                            |
| 129 | 13.03.1974 | 1:0       | Belgien          | H | Berlin, Friedrich-Ludwig-Jahn-Sportpark  |                                           |                                                                                              |
| 130 | 27.03.1974 | 1:0       | Tschechoslowakei | H | Dresden, Dynamo-Stadion                  |                                           |                                                                                              |
| 131 | 23.05.1974 | 1:0       | Norwegen         | H | Rostock, Ostseestadion                   |                                           |                                                                                              |
| 132 | 29.05.1974 | 1:1       | England          | H | Leipzig, Zentralstadion                  |                                           |                                                                                              |
| 133 | 15.06.1974 | 2:0       | Australien       | * | Hamburg (FRG), Volksparkstadion          | WM 1974 – Vorrunde                        | einziges Länderspiel gegen Australien, einziges Länderspiel gegen eine ozeanische Mannschaft |
| 134 | 18.06.1974 | 1:1       | Chile            | * | Berlin (FRG), Olympiastadion             | WM 1974 – Vorrunde                        |                                                                                              |
| 135 | 22.06.1974 | 1:0       | BRD              | * | Hamburg (FRG), Volksparkstadion          | WM 1974 – Vorrunde                        | einziges A-Länderspiel gegen die BRD, Siegtor durch Jürgen Sparwasser                        |
| 136 | 26.06.1974 | 0:1       | Brasilien        | * | Hannover (FRG), Niedersachsenstadion     | WM 1974 – Zwischenrunde                   | erstes Länderspiel gegen Brasilien                                                           |
| 137 | 30.06.1974 | 0:2       | Niederlande      | * | Gelsenkirchen (FRG), Parkstadion         | WM 1974 – Zwischenrunde                   |                                                                                              |
| 138 | 03.07.1974 | 1:1       | Argentinien      | * | Gelsenkirchen (FRG), Parkstadion         | WM 1974 – Zwischenrunde                   | erstes Länderspiel gegen Argentinien                                                         |
| 139 | 04.09.1974 | 3:1       | Polen            | A | Warschau (POL), Armee-Stadion            |                                           |                                                                                              |
| 140 | 25.09.1974 | 1:3       | Tschechoslowakei | A | Prag (TCH), Sparta-Stadion               |                                           |                                                                                              |
| 141 | 09.10.1974 | 2:0       | Kanada           | H | Frankfurt/Oder, Stadion der Freundschaft |                                           | erstes Länderspiel gegen Kanada, erstes Länderspiel gegen eine nordamerikanische Mannschaft  |
| 142 | 12.10.1974 | 1:1       | Island           | H | Magdeburg, Ernst-Grube-Stadion           | EM 1976 – Qualifikation                   |                                                                                              |
| 143 | 30.10.1974 | 0:3       | Schottland       | A | Glasgow (SCO), Hampden Park              |                                           | erstes Länderspiel gegen Schottland                                                          |
| 144 | 16.11.1974 | 2:2       | Frankreich       | A | Paris (FRA), Prinzenparkstadion          | EM 1976 – Qualifikation                   | erstes Länderspiel gegen Frankreich                                                          |
| 145 | 07.12.1974 | 0:0       | Belgien          | H | Leipzig, Zentralstadion                  | EM 1976 – Qualifikation                   |                                                                                              |
| 146 | 26.03.1975 | 0:0       | Bulgarien        | H | Berlin, Friedrich-Ludwig-Jahn-Sportpark  |                                           |                                                                                              |
| 147 | 28.05.1975 | 1:2       | Polen            | H | Halle, Kurt-Wabbel-Stadion               |                                           |                                                                                              |
| 148 | 05.06.1975 | 1:2       | Island           | A | Reykjavík (ISL), Laugardalsvöllur        | EM 1976 – Qualifikation                   |                                                                                              |
| 149 | 29.07.1975 | 3:0       | Kanada           | A | Toronto (CAN), Varsity Stadium           |                                           | erstes Länderspiel in Nordamerika                                                            |
| 150 | 31.07.1975 | 7:1       | Kanada           | A | Ottawa (CAN), Lansdowne Park             |                                           |                                                                                              |
| 151 | 03.09.1975 | 0:0       | Sowjetunion      | A | Moskau (SUN), Lenin-Stadion              |                                           |                                                                                              |
| 152 | 27.09.1975 | 2:1       | Belgien          | A | Brüssel (BEL), Émile-Versé-Stadion       | EM 1976 – Qualifikation                   |                                                                                              |
| 153 | 12.10.1975 | 2:1       | Frankreich       | H | Leipzig, Zentralstadion                  | EM 1976 – Qualifikation                   |                                                                                              |
| 154 | 19.11.1975 | 1:1       | Tschechoslowakei | A | Brünn (TCH), Stadion Za Lužánkami        | Olympische Spiele 1976 – Qualifikation    | von der FIFA nicht mehr gewertet                                                             |
| 155 | 07.04.1976 | 0:0       | Tschechoslowakei | H | Leipzig, Zentralstadion                  | Olympische Spiele 1976 – Qualifikation    | von der FIFA nicht mehr gewertet                                                             |
| 156 | 21.04.1976 | 5:0       | Algerien         | H | Cottbus, Stadion der Freundschaft        |                                           |                                                                                              |
| 157 | 27.07.1976 | 2:1       | Sowjetunion      | * | Montreal (CAN), Olympiastadion           | Olympische Spiele 1976 – Vorrunde         | von der FIFA nicht mehr gewertet                                                             |
| 158 | 31.07.1976 | 3:1       | Polen            | * | Montreal (CAN), Olympiastadion           | Olympische Spiele 1976 – Finale           | Olympiasieg für die DDR; von der FIFA nicht mehr gewertet                                    |
| 159 | 22.09.1976 | 1:1       | Ungarn           | H | Berlin, Friedrich-Ludwig-Jahn-Sportpark  |                                           |                                                                                              |
| 160 | 27.10.1976 | 4:0       | Bulgarien        | A | Sliwen (BUL), Chadschi-Dimitar-Stadion   |                                           |                                                                                              |
| 161 | 17.11.1976 | 1:1       | Türkei           | H | Dresden, Dynamo-Stadion                  | WM 1978 – Qualifikation                   | erstes Länderspiel gegen die Türkei                                                          |
| 162 | 02.04.1977 | 1:0       | Malta            | A | Gżira (MLT), Empire Stadium              | WM 1978 – Qualifikation                   | erstes Länderspiel gegen Malta                                                               |
| 163 | 27.04.1977 | 1:1       | Rumänien         | A | Bukarest (ROM), Steaua-Stadion           |                                           |                                                                                              |
| 164 | 12.07.1977 | 0:2       | Argentinien      | A | Buenos Aires (ARG), La Bombonera         |                                           |                                                                                              |
| 165 | 28.07.1977 | 2:1       | Sowjetunion      | H | Leipzig, Zentralstadion                  |                                           |                                                                                              |
| 166 | 17.08.1977 | 1:0       | Schweden         | A | Solna (SWE), Råsundastadion              |                                           |                                                                                              |
| 167 | 07.09.1977 | 1:0       | Schottland       | H | Berlin, Stadion der Weltjugend           |                                           |                                                                                              |
| 168 | 24.09.1977 | 1:1       | Österreich       | A | Wien (AUT), Praterstadion                | WM 1978 – Qualifikation                   |                                                                                              |
| 169 | 12.10.1977 | 1:1       | Österreich       | H | Leipzig, Zentralstadion                  | WM 1978 – Qualifikation                   |                                                                                              |
| 170 | 29.10.1977 | 9:0       | Malta            | H | Potsdam, Karl-Liebknecht-Stadion         | WM 1978 – Qualifikation                   | Höchster Heimsieg                                                                            |
| 171 | 16.11.1977 | 2:1       | Türkei           | A | Izmir (TUR), Atatürk-Stadion             | WM 1978 – Qualifikation                   |                                                                                              |
| 172 | 08.03.1978 | 3:1       | Schweiz          | H | Karl-Marx-Stadt, Ernst-Thälmann-Stadion  |                                           | erstes Länderspiel gegen die Schweiz                                                         |
| 173 | 04.04.1978 | 0:1       | Schweden         | H | Leipzig, Zentralstadion                  |                                           |                                                                                              |
| 174 | 19.04.1978 | 0:0       | Belgien          | H | Magdeburg, Ernst-Grube-Stadion           |                                           |                                                                                              |
| 175 | 30.08.1978 | 2:2       | Bulgarien        | H | Erfurt, Georgi-Dimitroff-Stadion         |                                           |                                                                                              |
| 176 | 06.09.1978 | 2:1       | Tschechoslowakei | H | Leipzig, Zentralstadion                  |                                           |                                                                                              |
| 177 | 04.10.1978 | 3:1       | Island           | H | Halle, Kurt-Wabbel-Stadion               | EM 1980 – Qualifikation                   |                                                                                              |
| 178 | 15.11.1978 | 0:3       | Niederlande      | A | Rotterdam (NED), De Kuip                 | EM 1980 – Qualifikation                   |                                                                                              |
| 179 | 09.02.1979 | 1:1       | Irak             | A | Bagdad (IRQ), Al-Shaab-Stadion           |                                           |                                                                                              |
| 180 | 11.02.1979 | 1:2       | Irak             | A | Bagdad (IRQ), Al-Shaab-Stadion           |                                           |                                                                                              |
| 181 | 28.02.1979 | 0:1       | Bulgarien        | A | Burgas (BUL), Stadion 9. September       |                                           |                                                                                              |
| 182 | 28.03.1979 | 0:3       | Ungarn           | A | Budapest (HUN), Népstadion               |                                           |                                                                                              |
| 183 | 18.04.1979 | 2:1       | Polen            | H | Leipzig, Zentralstadion                  | EM 1980 – Qualifikation                   |                                                                                              |
| 184 | 05.05.1979 | 2:0       | Schweiz          | A | St. Gallen (SUI), Espenmoos              | EM 1980 – Qualifikation                   |                                                                                              |
| 185 | 01.06.1979 | 1:0       | Rumänien         | H | Berlin, Stadion der Weltjugend           |                                           |                                                                                              |
| 186 | 05.09.1979 | 0:1       | Sowjetunion      | A | Moskau (SUN), Lenin-Stadion              |                                           |                                                                                              |
| 187 | 12.09.1979 | 3:0       | Island           | A | Reykjavík (ISL), Laugardalsvöllur        | EM 1980 – Qualifikation                   |                                                                                              |
| 188 | 26.09.1979 | 1:1       | Polen            | A | Chorzów (POL), Stadion Śląski            | EM 1980 – Qualifikation                   |                                                                                              |
| 189 | 13.10.1979 | 5:2       | Schweiz          | H | Berlin, Stadion der Weltjugend           | EM 1980 – Qualifikation                   |                                                                                              |
| 190 | 21.11.1979 | 2:3       | Niederlande      | H | Leipzig, Zentralstadion                  | EM 1980 – Qualifikation                   |                                                                                              |

## 1980 bis 1989
| Nr. | Datum      | Ergebnis | Gegner           |   | Austragungsort                                          | Anlass                  | Bemerkung                                                   |
| --- | ---------- | -------- | ---------------- | - | ------------------------------------------------------- | ----------------------- | ----------------------------------------------------------- |
| 191 | 13.02.1980 | 1:0      | Spanien          | A | Málaga (ESP), Estadio La Rosaleda                       |                         | erstes Länderspiel gegen Spanien                            |
| 192 | 02.04.1980 | 2:2      | Rumänien         | A | Bukarest (ROM), Stadion 23. August                      |                         |                                                             |
| 193 | 17.04.1980 | 2:0      | Griechenland     | H | Leipzig, Zentralstadion                                 |                         | erstes Länderspiel gegen Griechenland                       |
| 194 | 07.05.1980 | 2:2      | Sowjetunion      | H | Rostock, Ostseestadion                                  |                         |                                                             |
| 195 | 08.10.1980 | 1:0      | Tschechoslowakei | A | Prag (TCH), Evžen-Rošický-Stadion                       |                         |                                                             |
| 196 | 15.10.1980 | 0:0      | Spanien          | H | Leipzig, Zentralstadion                                 |                         |                                                             |
| 197 | 19.11.1980 | 2:0      | Ungarn           | H | Halle, Kurt-Wabbel-Stadion                              |                         |                                                             |
| 198 | 04.04.1981 | 2:1      | Malta            | A | Gżira (MLT), Empire Stadium                             | WM 1982 – Qualifikation |                                                             |
| 199 | 19.04.1981 | 0:0      | Italien          | A | Udine (ITA), Stadio Friuli                              |                         |                                                             |
| 200 | 02.05.1981 | 0:1      | Polen            | A | Chorzów (POL), Stadion Śląski                           | WM 1982 – Qualifikation |                                                             |
| 201 | 19.05.1981 | 5:0      | Kuba             | H | Senftenberg, Stadion der Bergarbeiter                   |                         | einziges Länderspiel gegen Kuba                             |
| 202 | 10.10.1981 | 2:3      | Polen            | H | Leipzig, Zentralstadion                                 | WM 1982 – Qualifikation | letztes Länderspiel unter Nationaltrainer Georg Buschner    |
| 203 | 11.11.1981 | 5:1      | Malta            | H | Jena, Ernst-Abbe-Sportfeld                              | WM 1982 – Qualifikation | interimistisch von Bernd Stange betreut                     |
| 204 | 26.01.1982 | 1:3      | Brasilien        | A | Natal (BRA), Estádio Humberto de Alencar Castelo Branco |                         | erstes Länderspiel unter Nationaltrainer Rudolf Krause      |
| 205 | 10.02.1982 | 1:0      | Griechenland     | A | Athen (GRE), Rizoupoli-Stadion                          |                         |                                                             |
| 206 | 02.03.1982 | 0:0      | Irak             | A | Bagdad (IRQ), Al-Shaab-Stadion                          |                         |                                                             |
| 207 | 14.04.1982 | 1:0      | Italien          | H | Leipzig, Zentralstadion                                 |                         |                                                             |
| 208 | 05.05.1982 | 0:1      | Sowjetunion      | A | Moskau (SUN), Lenin-Stadion                             |                         |                                                             |
| 209 | 19.05.1982 | 2:2      | Schweden         | A | Halmstad (SWE), Örjans vall                             |                         |                                                             |
| 210 | 09.09.1982 | 1:0      | Island           | A | Reykjavík (ISL), Laugardalsvöllur                       |                         |                                                             |
| 211 | 22.09.1982 | 2:2      | Bulgarien        | A | Burgas (BUL), Stadion 9. September                      |                         |                                                             |
| 212 | 13.10.1982 | 0:2      | Schottland       | A | Glasgow (SCO), Hampden Park                             | EM 1984 – Qualifikation |                                                             |
| 213 | 17.11.1982 | 4:1      | Rumänien         | H | Karl-Marx-Stadt, Ernst-Thälmann-Stadion                 |                         |                                                             |
| 214 | 10.02.1983 | 2:0      | Tunesien         | A | Tunis (TUN), Stade El Menzah                            |                         |                                                             |
| 215 | 23.02.1983 | 2:1      | Griechenland     | H | Dresden, Dynamo-Stadion                                 |                         |                                                             |
| 216 | 16.03.1983 | 3:1      | Finnland         | H | Magdeburg, Ernst-Grube-Stadion                          |                         |                                                             |
| 217 | 30.03.1983 | 1:2      | Belgien          | H | Leipzig, Zentralstadion                                 | EM 1984 – Qualifikation |                                                             |
| 218 | 13.04.1983 | 3:0      | Bulgarien        | H | Gera, Stadion der Freundschaft                          |                         | 50. Länderspieltor von Joachim Streich                      |
| 219 | 27.04.1983 | 1:2      | Belgien          | A | Brüssel (BEL), Heyselstadion                            | EM 1984 – Qualifikation |                                                             |
| 220 | 15.05.1983 | 0:0      | Schweiz          | A | Bern (SUI), Wankdorfstadion                             | EM 1984 – Qualifikation |                                                             |
| 221 | 26.07.1983 | 1:3      | Sowjetunion      | H | Leipzig, Zentralstadion                                 |                         |                                                             |
| 222 | 24.08.1983 | 0:1      | Rumänien         | A | Bukarest (ROM), Steaua-Stadion                          |                         | letztes Länderspiel unter Nationaltrainer Rudolf Krause     |
| 223 | 12.10.1983 | 3:0      | Schweiz          | H | Berlin, Friedrich-Ludwig-Jahn-Sportpark                 | EM 1984 – Qualifikation | erstes Länderspiel unter Bernd Stange als neuem Cheftrainer |
| 224 | 13.11.1983 | 2:1      | Schottland       | H | Halle, Kurt-Wabbel-Stadion                              | EM 1984 – Qualifikation |                                                             |
| 225 | 16.02.1984 | 3:1      | Griechenland     | A | Athen (GRE), Olympiastadion                             |                         |                                                             |
| 226 | 28.03.1984 | 2:1      | Tschechoslowakei | H | Erfurt, Georgi-Dimitroff-Stadion                        |                         |                                                             |
| 227 | 11.08.1984 | 1:1      | Mexiko           | H | Berlin, Friedrich-Ludwig-Jahn-Sportpark                 |                         |                                                             |
| 228 | 29.08.1984 | 2:1      | Rumänien         | H | Gera, Stadion der Freundschaft                          |                         |                                                             |
| 229 | 12.09.1984 | 1:0      | Griechenland     | H | Zwickau, Georgi-Dimitroff-Stadion                       |                         |                                                             |
| 230 | 12.09.1984 | 0:1      | England          | A | London (ENG), Wembley-Stadion                           |                         | 100. Länderspiel von Joachim Streich                        |
| 231 | 10.10.1984 | 5:2      | Algerien         | H | Aue, Otto-Grotewohl-Stadion                             |                         |                                                             |
| 232 | 20.10.1984 | 2:3      | Jugoslawien      | H | Leipzig, Zentralstadion                                 | WM 1986 – Qualifikation | 102. und letztes Länderspiel von Joachim Streich            |
| 233 | 17.11.1984 | 5:0      | Luxemburg        | A | Esch-sur-Alzette (LUX), Stadion Op der Grenz            | WM 1986 – Qualifikation |                                                             |
| 234 | 08.12.1984 | 0:2      | Frankreich       | A | Paris (FRA), Prinzenparkstadion                         | WM 1986 – Qualifikation |                                                             |
| 235 | 29.01.1985 | 0:3      | Uruguay          | A | Montevideo (URU), Estadio Centenario                    |                         |                                                             |
| 236 | 06.02.1985 | 3:2      | Ecuador          | A | Guayaquil (ECU), Estadio Modelo Alberto Spencer Herrera |                         |                                                             |
| 237 | 13.03.1985 | 1:1      | Algerien         | A | Batna (ALG), Stadion 1. November 1954                   |                         |                                                             |
| 238 | 06.04.1985 | 0:1      | Bulgarien        | A | Sofia (BUL), Wassil-Lewski-Nationalstadion              | WM 1986 – Qualifikation |                                                             |
| 239 | 17.04.1985 | 1:0      | Norwegen         | H | Frankfurt/Oder, Stadion der Freundschaft                |                         |                                                             |
| 240 | 08.05.1985 | 1:4      | Dänemark         | A | Kopenhagen (DEN), Idrætspark                            |                         | erstes Länderspiel von Ulf Kirsten                          |
| 241 | 18.05.1985 | 3:1      | Luxemburg        | H | Potsdam, Karl-Liebknecht-Stadion                        | WM 1986 – Qualifikation | 100. und letztes Länderspiel von Hans-Jürgen Dörner         |
| 242 | 14.08.1985 | 1:0      | Norwegen         | A | Oslo (NOR), Ullevaal-Stadion                            |                         |                                                             |
| 243 | 11.09.1985 | 2:0      | Frankreich       | H | Leipzig, Zentralstadion                                 | WM 1986 – Qualifikation |                                                             |
| 244 | 28.09.1985 | 2:1      | Jugoslawien      | A | Belgrad (YUG), Armee-Stadion                            | WM 1986 – Qualifikation |                                                             |
| 245 | 16.10.1985 | 0:0      | Schottland       | A | Glasgow (SCO), Hampden Park                             |                         |                                                             |
| 246 | 16.11.1985 | 2:1      | Bulgarien        | H | Karl-Marx-Stadt, Ernst-Thälmann-Stadion                 | WM 1986 – Qualifikation |                                                             |
| 247 | 15.02.1986 | 2:1      | Mexiko           | * | San José (USA), Spartan Stadium                         |                         |                                                             |
| 248 | 19.02.1986 | 3:1      | Portugal         | A | Braga (POR), Estádio Primeiro de Maio                   |                         |                                                             |
| 249 | 12.03.1986 | 0:1      | Niederlande      | H | Leipzig, Zentralstadion                                 |                         | siehe Sport aktuell (DDR)#Einzelnachweise                   |
| 250 | 26.03.1986 | 0:2      | Griechenland     | A | Athen (GRE), Olympiastadion                             |                         |                                                             |
| 251 | 08.04.1986 | 0:3      | Brasilien        | A | Goiânia (BRA), Estádio Serra Dourada                    |                         |                                                             |
| 252 | 23.04.1986 | 0:2      | Tschechoslowakei | A | Nitra (TCH), Štadión pod Zoborom                        |                         |                                                             |
| 253 | 20.08.1986 | 0:1      | Finnland         | A | Lahti (FIN), Stadion Lahti                              |                         |                                                             |
| 254 | 10.09.1986 | 0:1      | Dänemark         | H | Leipzig, Zentralstadion                                 |                         |                                                             |
| 255 | 24.09.1986 | 0:0      | Norwegen         | A | Oslo (NOR), Ullevaal-Stadion                            | EM 1988 – Qualifikation |                                                             |
| 256 | 29.10.1986 | 2:0      | Island           | H | Karl-Marx-Stadt, Ernst-Thälmann-Stadion                 | EM 1988 – Qualifikation |                                                             |
| 257 | 19.11.1986 | 0:0      | Frankreich       | H | Leipzig, Zentralstadion                                 | EM 1988 – Qualifikation |                                                             |
| 258 | 25.03.1987 | 1:3      | Türkei           | A | Istanbul (TUR), Ali-Sami-Yen-Stadion                    |                         |                                                             |
| 259 | 29.04.1987 | 0:2      | Sowjetunion      | A | Kiew (SUN), Nationalstadion                             | EM 1988 – Qualifikation |                                                             |
| 260 | 13.05.1987 | 2:0      | Tschechoslowakei | H | Brandenburg an der Havel, Stahl-Stadion                 |                         |                                                             |
| 261 | 03.06.1987 | 6:0      | Island           | A | Reykjavík (ISL), Laugardalsvöllur                       | EM 1988 – Qualifikation |                                                             |
| 262 | 28.07.1987 | 0:0      | Ungarn           | H | Leipzig, Zentralstadion                                 |                         |                                                             |
| 263 | 19.08.1987 | 0:2      | Polen            | A | Lubin (POL), Zagłębie-Stadion                           |                         |                                                             |
| 264 | 23.09.1987 | 2:0      | Tunesien         | H | Gera, Stadion der Freundschaft                          |                         |                                                             |
| 265 | 10.10.1987 | 1:1      | Sowjetunion      | H | Berlin, Friedrich-Ludwig-Jahn-Sportpark                 | EM 1988 – Qualifikation |                                                             |
| 266 | 28.10.1987 | 3:1      | Norwegen         | H | Magdeburg, Ernst-Grube-Stadion                          | EM 1988 – Qualifikation |                                                             |
| 267 | 18.11.1987 | 1:0      | Frankreich       | A | Paris (FRA), Prinzenparkstadion                         | EM 1988 – Qualifikation |                                                             |
| 268 | 27.01.1988 | 0:0      | Spanien          | A | Valencia (ESP), Estadio Luis Casanova                   |                         |                                                             |
| 269 | 02.03.1988 | 1:2      | Marokko          | A | Mohammedia (MAR), Stade Bachir                          |                         |                                                             |
| 270 | 30.03.1988 | 3:3      | Rumänien         | H | Halle, Kurt-Wabbel-Stadion                              |                         |                                                             |
| 271 | 13.04.1988 | 1:1      | Bulgarien        | A | Burgas (BUL), Stadion 9. September                      |                         |                                                             |
| 272 | 31.08.1988 | 1:0      | Griechenland     | H | Berlin, Friedrich-Ludwig-Jahn-Sportpark                 |                         |                                                             |
| 273 | 21.09.1988 | 1:2      | Polen            | H | Cottbus, Stadion der Freundschaft                       |                         |                                                             |
| 274 | 19.10.1988 | 2:0      | Island           | H | Berlin, Friedrich-Ludwig-Jahn-Sportpark                 | WM 1990 – Qualifikation |                                                             |
| 275 | 30.11.1988 | 1:3      | Türkei           | A | Istanbul (TUR), İnönü-Stadion                           | WM 1990 – Qualifikation | letztes Länderspiel unter Nationaltrainer Bernd Stange      |
| 276 | 13.02.1989 | 4:0      | Ägypten          | A | Kairo (EGY), International Stadium                      |                         | erstes Länderspiel unter Nationaltrainer Manfred Zapf       |
| 277 | 08.03.1989 | 2:3      | Griechenland     | A | Athen (GRE), Olympiastadion                             |                         |                                                             |
| 278 | 22.03.1989 | 1:1      | Finnland         | H | Dresden, Dynamo-Stadion                                 |                         |                                                             |
| 279 | 12.04.1989 | 0:2      | Türkei           | H | Magdeburg, Ernst-Grube-Stadion                          | WM 1990 – Qualifikation |                                                             |
| 280 | 26.04.1989 | 0:3      | Sowjetunion      | A | Kiew (SUN), Nationalstadion                             | WM 1990 – Qualifikation |                                                             |
| 281 | 20.05.1989 | 1:1      | Österreich       | H | Leipzig, Zentralstadion                                 | WM 1990 – Qualifikation | letztes Länderspiel unter Nationaltrainer Manfred Zapf      |
| 282 | 23.08.1989 | 1:1      | Bulgarien        | H | Erfurt, Georgi-Dimitroff-Stadion                        |                         | erstes Länderspiel unter Nationaltrainer Eduard Geyer       |
| 283 | 06.09.1989 | 3:0      | Island           | A | Reykjavík (ISL), Laugardalsvöllur                       | WM 1990 – Qualifikation |                                                             |
| 284 | 08.10.1989 | 2:1      | Sowjetunion      | H | Karl-Marx-Stadt, Ernst-Thälmann-Stadion                 | WM 1990 – Qualifikation |                                                             |
| 285 | 26.10.1989 | 4:0      | Malta            | A | Attard (MLT), Ta’ Qali-Stadion                          |                         |                                                             |
| 286 | 15.11.1989 | 0:3      | Österreich       | A | Wien (AUT), Praterstadion                               | WM 1990 – Qualifikation | erstes Länderspiel nach dem Fall der Berliner Mauer         |

## 1990
| Nr. | Datum      | Ergebnis | Gegner             |   | Austragungsort                               | Anlass | Bemerkung                                                                            |
| --- | ---------- | -------- | ------------------ | - | -------------------------------------------- | ------ | ------------------------------------------------------------------------------------ |
| 287 | 24.01.1990 | 0:3      | Frankreich         | * | Kuwait (KUW), Al-Sadaqua-Walsalam-Stadion    |        |                                                                                      |
| 288 | 26.01.1990 | 2:1      | Kuwait             | A | Kuwait (KUW), Al-Sadaqua-Walsalam-Stadion    |        | einziges Länderspiel gegen Kuwait                                                    |
| 289 | 28.03.1990 | 3:2      | Vereinigte Staaten | H | Berlin, Friedrich-Ludwig-Jahn-Sportpark      |        | einziges Länderspiel gegen die USA                                                   |
| 290 | 11.04.1990 | 2:0      | Ägypten            | H | Karl-Marx-Stadt, Ernst-Thälmann-Stadion      |        |                                                                                      |
| 291 | 25.04.1990 | 1:0      | Schottland         | A | Glasgow (SCO), Hampden Park                  |        |                                                                                      |
| 292 | 13.05.1990 | 3:3      | Brasilien          | A | Rio de Janeiro (BRA), Maracanã-Stadion       |        |                                                                                      |
| 293 | 12.09.1990 | 2:0      | Belgien            | A | Brüssel (BEL), Constant-Vanden-Stock-Stadion | [ 2 ]  | letztes Länderspiel; letzte Tore der DDR-Länderspielgeschichte durch Matthias Sammer |

## Wettbewerbe
| Wettbewerb                                                              | Sp. | S  | U  | N  | Tor- verhältnis |
| ----------------------------------------------------------------------- | --- | -- | -- | -- | --------------- |
| Freundschaftsspiele                                                     | 184 | 90 | 44 | 40 | 321:206         |
| WM-Qualifikation                                                        | 047 | 22 | 08 | 17 | 087:650         |
| EM-Qualifikation                                                        | 046 | 20 | 12 | 14 | 076:570         |
| WM-Endrunde                                                             | 06  | 02 | 02 | 02 | 05:50           |
| Olympische Spiele (gegen A-Nationalmannschaften)                        | 06  | 03 | 01 | 02 | 012:80          |
| Qualifikation zu den Olympischen Spielen (gegen A-Nationalmannschaften) | 04  | 02 | 02 | 0  | 03:10           |